# San Juan, Amanalco
San Juan är en ort i Mexiko, tillhörande kommunen Amanalco i den västra delen av delstaten Mexiko, i den centrala delen av landet. Orten hade 2 962 invånare vid folkräkningen 2010, och är kommunens största samhälle sett till befolkning.